# Karol Hušek
Karol Hušek (n. 2 iunie 1891, Ružomberok, Žilinský kraj, Slovacia – d. 13 februarie 1972, Bratislava, Cehoslovacia) a fost un jurnalist și om politic slovac și cehoslovac. A condus ziarul Slovenský denník⁠(d) (organul de presă al Partidului Agrarian) în perioada interbelică și a îndeplinit, în paralel, funcțiile de președinte al Uniunii Jurnaliștilor Slovaci și președinte al filialei Bratislava a Sindicatului Jurnaliștilor Cehoslovaci (1927–1938). După eliberarea Cehoslovaciei de sub ocupația Germaniei Naziste, a condus ziarul Čas (organul de presă al Partidului Democrat⁠(d) din Slovacia) în anii 1945–1948 și a fost ales membru al Adunării Naționale Provizorii⁠(d) (1945–1946) și al Adunării Naționale Constituante⁠(d) (1946–1948), pe listele aceleiași organizații politice.

## Biografie

### Formarea profesională
S-a născut la 2 iunie 1891 în orașul Ružomberok (care făcea parte atunci din Austro-Ungaria, iar în prezent se află în districtul Liptovský Mikuláš, regiunea Žilina, Slovacia). A studiat dreptul la Universitatea din Budapesta și la Universitatea Comenius din Bratislava, obținând titlul de doctor în drept. A lucrat ca jurnalist în perioada anterioară Primului Război Mondial, fiind mai întâi redactor al revistei lunare pentru tineret Prúdy⁠(d) (1913–1914), care apărea la Bratislava, și apoi al ziarului săptămânal Slovenský tyždenník⁠(d) (1914–1915), care fusese fondat în anul 1903 de liderul politic Milan Hodža (deputat în Dieta Ungariei în perioada 1905–1910 și luptător pentru drepturile națiunii slovace) și apărea la Budapesta. În noiembrie 1915 a devenit membru al grupului de rezistență antiaustriacă, format în jurul intelectualului slovac Vavro Šrobár⁠(d) (fondatorul și editorul ziarului Hlas, cu o orientare politică în favoarea unității ceho-slovace, și un apropiat al lui Tomáš Masaryk), și a servit ca agent de legătură între Šrobár și Hodža.
În anul 1918 a salutat formarea noului stat Cehoslovacia, dar, în rezoluția adoptată la scurt timp după proclamarea republicii, a pledat „pentru constituirea pe teritoriul locuit de slovaci a unui stat slovac independent în cadrul Republicii Populare Ceho-Slovace”. Hušek a devenit un susținător al Partidului Agrarian și a avut un conflict puternic cu preotul catolic Andrej Hlinka (președintele Partidului Popular Slovac de orientare clerical-fascistă) și cu adepții acestuia. S-a deplasat în septembrie 1919 în orașul Ružomberok, unde a vorbit localnicilor în calitate de emisar guvernamental și le-a prezentat proiectul de trecere a școlilor bisericești în proprietatea statului, fiind salvat de mânia populației de scriitorul František Unger.

### Cariera jurnalistică interbelică
După constituirea statului cehoslovac, Karol Hušek a lucrat începând din 8 ianuarie 1919 ca redactor al ziarului Slovenský denník⁠(d) („Cotidianul slovac”; organul de presă al Partidului Agrarian, condus de Antonín Švehla and Milan Hodža), îndeplinind funcția de redactor-șef în perioadele 1920–1921 și 1922–1938. El a fost, de asemenea, cofondator în perioada interbelică al Uniunii Jurnaliștilor Slovaci și primul președinte al acestei organizații, precum și președinte al filialei Bratislava a Sindicatului Jurnaliștilor Cehoslovaci (1927–1938).
S-a căsătorit la 26 decembrie 1923 cu filologa, critica de teatru și traducătoarea Jindřiška (Jindra) Flajšhansová (1898–1980), care a lucrat ca bibliotecară la Biblioteca Universitară din Bratislava⁠(d) în perioada 1921–1952 și a predat cursuri de limba și literatura română la Universitatea Comenius din Bratislava timp de aproape 50 de ani (1922–1971), introducând, astfel, studiul limbii și literaturii române în cadrul acestei universități și contribuind la dezvoltarea relațiilor culturale româno-cehoslovace. Printre prietenii lor de familie s-au numărat poetul slovac Ivan Krasko (1876–1958), traducător al poeziilor lui Mihai Eminescu, care obișnuia adesea să recite din versurile poetului român la întâlnirile lor, și poetul și omul politic slovac Ján Halla (1885–1955), care manifesta interes față de România și de literatura română. Soții Hušek au contribuit la înființarea Asociației Cehoslovaco-Române din Bratislava (filială a Institutului Cehoslovaco-Român din Praga) la 10 noiembrie 1929, ocazie cu care Jindra Hušková a fost aleasă secretar, iar Karol Hušek membru al comitetului asociației.
Karol Hušek a făcut parte, alături de soția sa, dr. Karel Hoch (redactorul șef al ziarului democrat Národní listy), Věnceslav Švihovský (director al European Central Press și redactor al ziarului independent Prager Presse), Václav Tannenberger (redactor al ziarului Venkov), Karel Nový (redactor al ziarului de stânga Národní osvobození), Karel Zdeněk Klíma (redactorul șef al ziarului Lidové noviny din Brno), František Method Žampach (redactor șef al revistei Illustrované Listy din Brno), Ladislav Zamykal (dramaturg, foiletonist și prim-redactor al ziarului catolic Našinec din Olomouc), Josef Jiront (redactorul șef al ziarului social-democrat Nová doba din Plzeň), Ivan Milec (secretarul Legației Cehoslovaciei de la București) și dna Joska Klímová (soția lui Karel Klíma), dintr-un grup de publiciști cehoslovaci care au vizitat România în octombrie 1924 cu scopul de a cunoaște mai bine acestă țară și de a contribui la dezvoltarea relațiilor culturale româno-cehoslovace. Vizita delegației de ziariști cehoslovaci a avut loc ca răspuns la invitația guvernului României și a ziariștilor români și s-a desfășurat pe parcursul unei luni întregi (6–23 octombrie 1924) atât în regiunile Vechiului Regat, cât și în Transilvania și Basarabia. Oaspeții cehoslovaci au ajuns în România cu un tren special, au călătorit cu trenul, automotorul, automobilul și vaporul și au poposit la Oradea, Arad, Timișoara, Reșița, Anina, Oravița, Orșova, Turnu Severin, Râmnicu Vâlcea, Govora, Călimănești, Căciulata, Brezoi, Sibiu, Săliște, Brașov, Bran, București și Iași, fiind întâmpinați cu căldură de autoritățile civile și militare locale (care, după cum a remarcat Karol Hušek, au lăsat deoparte pentru un moment conflictele politice), de intelectuali (precum Vasile Goldiș, Ioan Lupaș, Silviu Dragomir, Valeriu Braniște, Aurel Lazăr, episcopul Roman Ciorogariu) și de un public numeros și entuziast. Presa românească, care a acoperit substanțial acest eveniment, a menționat că gările erau pavoazate cu drapelele României și Cehoslovaciei, iar fanfara militară și corurile au intonat imnul național al Cehoslovaciei și cântece naționale românești. Ziariștii străini au asistat (uneori activ) la spectacole de cântece și dansuri populare românești și au vizitat monumente istorice, instituții de cultură, fabrici și spitale. Soții Hušek s-au întâlnit în cursul acestei călătorii cu profesorul Ovid Densusianu la București și au publicat apoi o relatare laudativă a vizitei în ziarul Slovenský denník. În semn de reciprocitate, o delegație de ziariști români a vizitat Cehoslovacia în mai 1925, iar soții Hušek au venit special pentru a-i întâmpina în orașul montan Poprad și au călătorit împreună cu ei în stațiunea balneoclimaterică Tatranská Lomnica.
Relațiile lui Karol Hušek cu România au fost consolidate prin includerea sa în mai multe rânduri în delegațiile ziariștilor cehoslovaci la Conferințele Micii Înțelegeri a Presei (organizație constituită în august 1925), care au fost organizate periodic în această țară: în 14–19 august 1925, în 19–26 iunie 1928, în 15–23 iunie 1934 și în 28 august – 1 septembrie 1937; cu ocazia unora din acestor deplasări, l-a vizitat pe profesorul Densusianu, căruia i-a transmis vești despre soția sa. În plus, Hušek și-a însoțit soția în toamna anului 1930 într-o călătorie către România, poposind în 23 octombrie 1930 la Cluj, pe drumul lor către București. De asemenea, el l-a ajutat în septembrie 1936 pe ziaristul român Ion Clopoțel, aflat ca delegat la conferința Micii Înțelegeri a Presei de la Bratislava, să poarte o discuție cu dr. Jozef Országh, guvernatorul Slovaciei, care a fost publicată ulterior în ziarul Adevĕrul, și a ținut o conferință la 10 mai 1938, cu prilejul Zilei Naționale a României, în cadrul reprezentației de gală organizate la Teatrul Național Slovac din Bratislava, sub patronajul Asociației cehoslovaco-române, a Federației asociațiilor culturale și a Confederației ofițerilor.
După ocuparea Cehoslovaciei de către Germania Nazistă și înființarea așa-zisului stat slovac independent, ziarul Slovenský denník a fost desființat, iar Karol Hušek a fost întemnițat, din cauza activității jurnalistice pe care a desfășurat-o, la Ilava în perioada 1939–1940 și apoi, după eliberarea sa din închisoare, a lucrat ca funcționar în orașul Ružomberok.

### Activitatea postbelică
Karol Hušek și-a reluat activitatea jurnalistică după încheierea celui de-al Doilea Război Mondial și eliberarea Cehoslovaciei și a condus ziarul Čas (organul de presă al Partidului Democrat⁠(d) din Slovacia) în anii 1945–1948. În toamna anului 1945 a fost ales ca reprezentant al Partidului Democrat în Adunarea Națională Provizorie⁠(d), fiind deputat în prima legislatură cehoslovacă postbelică (21 octombrie 1945 – 16 mai 1946). A făcut parte în această calitate din Comisia de Informare și din Comisia Constituțional-Juridică. După alegerile parlamentare din 1946⁠(d) a devenit membru al Adunării Naționale Constituante⁠(d), unde a rămas în mod oficial până la alegerile pentru Adunarea Națională din 1948⁠(d).
 A fost membru al Comisiei de Informare și Drepturi și a avut o singură propunere legislativă (acordarea premiului de stat pentru jurnalism „Karel Havlíček Borovský”, 17 iulie 1946). După Lovitura de stat din Cehoslovacia din februarie 1948, Partidul Democrat a fost transformat în Partidul Renașterii Slovace⁠(d) (Strana slovenskej obrody), devenind o formațiune politică satelit a Partidului Comunist.
În anul 1960, după pensionarea sa, Hušek a fost ales președinte de onoare al Clubului Jurnaliștilor Pensionari (Klub novinárov-dôchodcov) și a continuat să locuiască la Bratislava. A murit în 13 februarie 1972 la Bratislava, la vârsta de 80 de ani.

## Distincții
Ca o recunoaștere a activității desfășurate pentru devoltarea relațiilor româno-cehoslovace, la propunerea lui I. Gh. Duca (ministrul de externe al României), Karol Hušek a fost decorat cu Ordinul „Steaua României”, iar soția sa, Jindra Hušková, a primit Medalia „Bene Merenti” cl. I (medalie de aur).